# Leptonema glabrum
Leptonema glabrum är en emblikaväxtart som först beskrevs av Jacques Désiré Leandri, och fick sitt nu gällande namn av Jacques Désiré Leandri. Leptonema glabrum ingår i släktet Leptonema och familjen emblikaväxter.
Artens utbredningsområde är Madagaskar. Inga underarter finns listade i Catalogue of Life.